# Mahy et fils
Het bedrijf Mahy et fils  was een metaalbedrijf gevestigd langs de Pantserschipstraat in Gent. 

## Historiek
Dit metaalverwerkend en mechanisch constructiebedrijf was gespecialiseerd in het vervaardigen van stoomketels. Het werd opgericht in 1913 als Ateliers de construction I. Mahy et ses fils. 
Dit bedrijf heeft familiale verwantschap met het andere Gents metaalconstructiebedrijf Mahy Frères of Werhuizen Mahy Gebroeders gelegen langs de Sloepstraat (Rue de la chaloupe) in Gent.
De oorsprong van beide bedrijven gaat terug tot 1869. Dan vestigde Ghislain (Ghislenus Télésphore)  Mahy, afkomstig uit de streek van Charleroi, zich in Gent als werktuigbouwer-ketelmaker. Hij specialiseerde zich vooral in het vervaardigen van stoomketels voor de industriëlen in de Gentse regio. 

## Bedrijfsactiviteit
Anno 2022 zet reeds de vijfde generatie het bedrijf Mahy & zonen verder onder de naam Atelier Mahy. Atelier Mahy focust zich op het ontwerpen en uitvoeren van metaalconstructies voor interieur- en exterieurprojecten. 